# Ruta 19 (Bolivia)
La Ruta Nacional 19 es una carretera boliviana perteneciente a la Red Vial Fundamental. La Ruta 19 ha sido declarada parte de la Red Vial Nacional de Bolivia " Fundamental Red Vial " por Ley 2198 del 15 de mayo de 2001.

## Historia
La vía tiene una longitud de 211 kilómetros y atraviesa la parte occidental del departamento de La Paz en dirección este-oeste. El camino comienza en el centro del departamento cerca de El Alto, su ciudad vecina de La Paz, cruza el Altiplano escasamente poblado en dirección suroeste y termina en la frontera con Chile en el oeste cerca de la ciudad de Charaña.
Los primeros casi 60 kilómetros de la carretera nacional están pavimentados, los restantes 150 kilómetros son de ripio y terracería.

## Ciudades

### Departamento de La Paz
- km 000: El Alto
- km 022: Viacha
- km 087: Caquiaviri
- km 135: Achiri
- km 162: Berenguela
- km 211: Charaña